# Drapeau de l'Angola
Le drapeau de l'Angola est composé de deux bandes horizontales rouge (dessus) et noire. Au centre est frappé un emblème jaune constitué d'une étoile à cinq pointes entourée d'une moitié de roue dentée et croisé par une machette.

## Histoire

Drapeau du MPLA

Les couleurs et la structure du drapeau sont celles du Mouvement populaire de libération de l'Angola (MPLA), principal mouvement d'opposition armée au colonisateur portugais. Le drapeau du MPLA est lui-même probablement inspiré de celui du Front national de libération du Sud Viêt Nam,.

## Symbolique
Le rouge représente le sang versé par les Angolais lors de la colonisation, de l'indépendance et la défense du pays. Le noir représente le continent africain. Le jaune a été choisi pour symboliser les richesses du pays.
La roue symbolise les ouvriers et l'industrie, la machette les paysans et l'agriculture, l'étoile symbolise la solidarité internationale et le progrès. Ils s'entrecroisent à la manière de la faucille et du marteau de l'Union soviétique (le MPLA, marxiste, était soutenu par l'URSS pendant la Guerre froide).

## Proposition de 2003

Drapeau proposé en 2003.

En 2003, un nouveau drapeau plus « optimiste » a été proposé par l'Assemblée nationale, mais il n'a pas été adopté. Le dessin figurant le soleil au centre du drapeau était inspiré des peintures rupestres de la grotte de Tchitundo-Hulu (pt),.